# Alex van Halen
Alexander Arthur van Halen, detto Alex (Amsterdam, 8 maggio 1953), è un batterista olandese naturalizzato statunitense, noto per essere il cofondatore dei Van Halen insieme a suo fratello Eddie.

## Biografia
Alexander Arthur van Halen è nato ad Amsterdam (Paesi Bassi) da Jan ed Eugenia van Halen. Ancora bambino si trasferisce con i genitori e suo fratello minore Edward (Eddie) a Nimega. Nel 1962 la famiglia van Halen emigrò per motivi di lavoro negli Stati Uniti, stabilendosi a Pasadena, in California.
Da bambini, Alex e suo fratello Eddie seguivano lezioni di pianoforte. Entrambi abbandonarono questo strumento e Alex iniziò con la chitarra e il fratello con la batteria. Ben presto, i due fratelli invertirono gli strumenti, dato che Eddie non si sentiva portato per la batteria e iniziò ad imbracciare la chitarra del fratello. Alex e Eddie impararono a suonare eseguendo prevalentemente cover dei loro gruppi più amati come Beatles, Led Zeppelin e The Who. I batteristi che più hanno influenzato lo stile di Alex sono John Bonham, Keith Moon, Ringo Starr, Carmine Appice e Ginger Baker.

## Carriera musicale
Alex van Halen ha avuto diverse band con Eddie prima della formazione dei Van Halen. I nomi di queste band precedenti includono The Broken Combs, The Space Brothers, The Trojan Rubber Company e Mammoth.
Nel 1972, Alex e Eddie van Halen hanno formato i Mammoth con Mark Stone al basso e Eddie alla voce solista. Poco dopo Edward si stancò di cantare e chiese a David Lee Roth di unirsi alla band. Più tardi, nel 1974, poiché il nome Mammoth era già stato preso da un'altra band, il nome fu cambiato in Van Halen e Stone fu sostituito da Michael Anthony. Oltre ai suoi doveri musicali in quel momento, Alex ha gestito mansioni manageriali, come prenotare concerti. Il loro album di debutto omonimo Van Halen è stato pubblicato nel 1978, influenzando molti musicisti nell'hard rock.
L'unica registrazione che Alex ha fatto al di fuori dei Van Halen è lo strumentale Respect the Wind (per il quale i fratelli Van Halen sono stati nominati per un Grammy Award nel 1997 come "Best Rock Instrumental Performance"), con Alex alla tastiera e Eddie alla chitarra. La canzone è stata scritta per il film Twister del 1996, dove viene suonata durante i titoli di coda.

## Influenze
Le principali influenze di Alex van Halen includono Billy Cobham, Ginger Baker, Keith Moon e John Bonham, e ha citato il lavoro del batterista jazz Buddy Rich per avere un impatto precoce e permanente.

## Vita privata
Alex van Halen sposò Valeri Kendall nel giugno 1983, dopo un fidanzamento di due anni. Il matrimonio finì con il divorzio due mesi dopo. Il primo di due figli, Aric van Halen, nacque il 6 ottobre 1989; la madre di Aric era l'ex moglie di Alex, Kelly Carter, che ha divorziato nell'agosto del 1996 dopo 13 anni di matrimonio. Alex van Halen ha sposato la sua attuale moglie, Stine Schyberg, nel 2000. È la madre di suo figlio Malcolm van Halen. Alex è inoltre lo zio di Wolfgang van Halen, figlio di Eddie e bassista nei Van Halen.
Dopo la morte di suo padre Jan nel dicembre 1986, Alex van Halen smise di bere accettò la sobrietà nell'aprile del 1987.
Van Halen è diventato ministro ordinato e ha presieduto il matrimonio di suo fratello Eddie nel 2009.

## Discografia

### Van Halen

#### Album in studio
- 1978 - Van Halen
- 1979 - Van Halen II
- 1980 - Women and Children First
- 1981 - Fair Warning
- 1982 - Diver Down
- 1984 - 1984
- 1986 - 5150
- 1988 - OU812
- 1991 - For Unlawful Carnal Knowledge
- 1995 - Balance
- 1998 - Van Halen III
- 2012 - A Different Kind of Truth

## Lo stile
Alex è un talentuoso batterista, dotato di una tecnica formidabile. Egli ha un suono molto secco e duro, ma esegue anche dinamiche più leggere e pacate. Il suo drum-kit comprende anche la doppia cassa, di cui Alex è uno specialista, nonostante non venga usata molto nella musica dei Van Halen.
I suoi assoli di batteria sono caratterizzati da un suono molto potente, un uso massiccio della doppia cassa e rulli a velocità elevate, come ad esempio in Hot for Teacher, tutti standard usati molto, al giorno d'oggi, nell'heavy metal.
Oltre alla batteria, Alex (come il fratello Eddie) si diletta con il pianoforte. Egli compose il brano strumentale di tastiere Respect the Wind dal film Twister. Questa è stata l'unica attività di Alex al di fuori dei Van Halen.
Il suo intro di batteria in Hot for Teacher è stato definito il miglior intro di batteria della storia del rock dalla rivista Rhythm Magazine.

## Strumentazione
È endorser di batterie Ludwig e piatti Paiste.

### Tamburi
- 2 Grancasse da 16" X 24"
- Toms da 8" X 10"; 8" X 12"; 16" X 16"; 16" X 18"
- Rullante "Super Sensitive" da 6 1/2" X 14"
- Rullante "Piccolo" da 1/2" X 13"
- 13 1/2" LP Conga
- 12 1/2" LP Conga

### Piatti
- Campanaccio
- 2002 Sound Edge 15" Hi-hat
- 20" 2002 Medium Crash
- 19" 2002 Crash
- 20" 2002 Crash
- 24" Giant Beat Ride
- 24" 2002 Big Ride Ride
- 20" 2002 Medium Crash
- 20" 2002 China
- 22" 2002 Crash
- 40" Symphonic Gong

### Pedali
- Yamaha 820 bassdrum pedals

### Bacchette
- Regal Tip Calato Alex Van Halen Series

### Trigger
- Roland Electric kickdrum trigger